# От-Виньёль
От-Виньё́ль (фр. Haute-Vigneulles) — коммуна во французском департаменте Мозель региона Лотарингия. Относится к кантону Фолькемон.	

## География
От-Виньёль расположен в 28 км к востоку от Меца. Соседние коммуны: Аллерен на севере, Зиммен на северо-востоке, Бамбидерстроф на востоке, Триттлен-Редлаш на юго-востоке, Креанж и Флетранж на юге, Фулиньи на юго-западе, Маранж-Зондранж на северо-западе.
В От-Виньёль входит соседний Басс-Виньёль (фр. Basse-Vigneulles).

## История
- Коммуна бывшей провинции трёх епископств.

## Демография
По переписи 2008 года в коммуне проживало 437 человек.	

## Достопримечательности
- Церковь Сент-Этьен 1752 года, статуя Богородицы XIV века.
- Часовня Сен-Круа-де-Басс-Виньёль, 1705 года; алтарь XVIII века, пиета XV века.